# Karni Liddell
Karni Liddell (Rockhampton, Australia, 1 de marzo de 1979) es una competidora de natación paralímpico de Australia.

## Vida personal
Liddell nació el 1 de marzo de 1979 en Rockhampton, Queensland. Es presentadora de radio de la 4BC.
A los doce meses de edad, Liddell fue diagnosticada con Atrofia muscular espinal, una rara enfermedad de desgaste neuromuscular. Karni fue mal diagnosticada durante 40 años y recientemente se le ha diagnosticado titinopatía congénita, que también es una enfermedad de desgaste neuromuscular, fue diagnosticada a través de una prueba de secuenciación del genoma completo realizada en Europa en 2019, Karni y su familia habían estado buscando un diagnóstico durante los últimos 12 años y este ha sido un proceso largo, traumático y costoso para su familia. Los médicos les dijeron a sus padres que nunca podría caminar y que no viviría más allá de su adolescencia.
Liddell, junto con Branka Pupovac, Hamish MacDonald y Charmaine Dalli, fue una de las dieciocho paralímpicas australianas fotografiadas por Emma Hack para un calendario de desnudos. La fotografía de Liddell la muestra con gafas de sol y cubierta de pintura corporal que parece un bikini de lunares. En 2008, ella fue una de las varias personas de Queensland que tuvieron sus imágenes pintadas por Ludmila Clark para que la foto fuera exhibida en la Casa de Aduanas en Rockhampton.

## Natación
A la edad de 14 años, Liddell había conseguido un récord mundial de natación. Ha competido en dos Juegos Paralímpicos: 1996 y 2000. Ganó medallas en ambos Juegos y fue la capitana del equipo de natación australiano en los Juegos Paralímpicos de Sídney 2000.